# Belgicella
Belgicella is een geslacht van zeesterren uit de familie Freyellidae. De wetenschappelijke naam van het geslacht werd in 1903 voorgesteld door Hubert Ludwig. De naam van het geslacht verwijst naar het schip Belgica, waarmee tijdens de Belgische Antarctische expeditie materiaal van de soort was verzameld waarvoor Ludwig het geslacht creëerde.

## Soort
- Belgicella racovitzana Ludwig, 1903